# 中川抹茶
中川 抹茶（なかがわ まっちゃ、1994年3月28日- ）は、日本の男性プロボクサー。滋賀県長浜市出身。初代日本バンタム級ユース王者。角海老宝石ボクシングジム所属。

## 来歴
2013年10月5日、後楽園ホールで本名の武田航で高橋竜平とデビュー戦としてスーパーフライ級4回戦を行い、4回0-0（3者とも38-38）の判定で引き分けた。
2014年10月10日、後楽園ホールで行われたC級トーナメントバンタム級部門決勝で東大河と対戦し、4回3-0（39-37が2者、39-38）の判定勝ちを収めC級トーナメントを制した。
2015年4月14日、第72回東日本新人王トーナメントバンタム級部門予選で柴山孝太と対戦し、4回3-0（3者とも40-36）の判定勝ちを収めた。
2015年7月28日、第72回東日本新人王トーナメントバンタム級部門準々決勝で井田浩司と対戦し、4回3-0（40-36が2者、40-37）の判定勝ちを収め準決勝進出を果たした。
2015年9月25日、第72回東日本新人王トーナメントバンタム級部門準決勝で山口結人と対戦し、2回2分35秒TKO勝ちを収め決勝進出を果たした。
2015年11月3日、第72回東日本新人王トーナメントバンタム級部門決勝で垣永嘉信と対戦し、5回3-0（49-46が2者、50-45）の判定勝ちを収め東日本新人王の座を射止めた。
2015年12月20日、後楽園ホールで行われた第62回全日本新人王決定戦バンタム級部門決勝戦で清瀬天太と対戦し、5回3-0（50-45が2者、48-46）の判定勝ちを収め全日本新人王の座を射止めた。
2015年12月24日、JBCは最新ランキングを発表し、武田を日本バンタム級15位にランクインした。
2016年6月20日、後楽園ホールで古谷裕樹とバンタム級8回戦を行い、5回45秒TKO勝ちを収めた。
2016年6月29日、JBCは最新ランキングを発表し、武田を日本バンタム級ランキングからランク外とした。
2016年10月11日、後楽園ホールで行われた「ダイナマイトパンチ102」で高橋竜平と54.1kg契約8回戦を行い、デビュー戦以来となる再戦でプロ初黒星となる8回0-3（75-77が2者、75-78）の判定負けを喫した。
2017年3月4日、後楽園ホールでクルンシン・ガオラーンレックジムとバンタム級8回戦を行い、4回2分34秒TKO勝ちを収め再起を果たした。
2017年8月23日、後楽園ホールで行われた日本ユース初代王座決定トーナメントバンタム級部門決勝で中村祐斗と対戦し、8回1分48秒TKO勝ちを収め日本バンタム級ユース王座の初代王者となった。
2017年12月19日、後楽園ホールで行われた「SLUGFEST」でチナーティップ・タウィープーンとスーパーバンタム級6回戦を行い、6回3-0（3者とも60-54）の判定勝ちを収めた。
2018年1月11日、リングネームを中川抹茶に変更した。
2018年4月28日、大阪府泉大津市のテクスピア大阪で入口裕貴と対戦し、日本バンタム級ユース王座の初防衛の予定だったが入口の計量失格により試合中止となった。
2018年７月7日、後楽園ホールでマルソン・カビラと54.5kg契約8回戦を行い、8回3-0の判定勝ちを収めた。
2019年5月10日、後楽園ホールで千葉開とバンタム級8回戦を行い、8回0-3（75-77、75-78、76-77）判定負けを喫した。
2020年12月14日、後楽園ホールで諏訪亮と対戦し、8回3-0（80-72×3）で判定勝ちを収めた。
2021年2月11日、日本ボクシングコミッションに引退届を提出し、現役を引退した。
2021年12月14日、諏訪亮戦で現役復帰を果たした。
2024年3月15日、後楽園ホールで英洸貴とフェザー級8回戦を行い、8回1-1（77-75、75-77、76-76）三者三様のドローだった。

## 戦績
- プロボクシング：22戦 18勝（6KO）2敗 2分

| 戦           | 日付           | 勝敗 | 時間    | 内容    | 対戦相手                         | 国籍           | 備考                                               |
| ------------ | -------------- | ---- | ------- | ------- | -------------------------------- | -------------- | -------------------------------------------------- |
| 1            | 2013年10月5日  | △    | 4R      | 判定0-0 | 高橋竜平（横浜光）               | 日本           | プロデビュー戦                                     |
| 2            | 2014年3月17日  | ☆    | 1R 2:19 | TKO     | 嶋宮聖太（八王子中屋）           | 日本           |                                                    |
| 3            | 2014年7月24日  | ☆    | 4R      | 判定2-1 | 草薙慎吾（北澤）                 | 日本           | C級トーナメントバンタム級予選                      |
| 4            | 2014年10月10日 | ☆    | 4R      | 判定3-0 | 東大河（ワタナベ）               | 日本           | C級トーナメントバンタム級決勝                      |
| 5            | 2015年4月14日  | ☆    | 4R      | 判定3-0 | 柴山孝太（宇都宮金田）           | 日本           | 2015年度東日本新人王トーナメントバンタム級予選     |
| 6            | 2015年7月28日  | ☆    | 4R      | 判定3-0 | 井田浩司（UNITED）               | 日本           | 2015年度東日本新人王トーナメントバンタム級準々決勝 |
| 7            | 2015年9月25日  | ☆    | 2R 2:35 | TKO     | 山口結人（協栄）                 | 日本           | 2015年度東日本新人王トーナメントバンタム級準決勝   |
| 8            | 2015年11月3日  | ☆    | 5R      | 判定3-0 | 垣永嘉信（帝拳）                 | 日本           | 2015年度東日本新人王トーナメントバンタム級決勝戦   |
| 9            | 2015年12月20日 | ☆    | 5R      | 判定3-0 | 清瀬天太（姫路木下）             | 日本           | 2015年度全日本バンタム級新人王決勝戦               |
| 10           | 2016年6月20日  | ☆    | 5R 0:45 | TKO     | 古谷裕樹（フラッシュ赤羽）       | 日本           |                                                    |
| 11           | 2016年10月11日 | ★    | 8R      | 判定0-3 | 高橋竜平（横浜光）               | 日本           |                                                    |
| 12           | 2017年3月4日   | ☆    | 4R 2:34 | TKO     | クルンシン・ガオラーンレックジ厶 | タイ           |                                                    |
| 13           | 2017年8月23日  | ☆    | 8R 1:48 | TKO     | 中村祐斗（市野）                 | 日本           | 日本ユース初代王座決定トーナメントバンタム級決勝   |
| 14           | 2017年12月19日 | ☆    | 6R      | 判定3-0 | チナーティップ・タウィープーン   | タイ           |                                                    |
| 15           | 2018年7月7日   | ☆    | 8R      | 判定3-0 | マルソン・カビラ                 | フィリピン     |                                                    |
| 16           | 2019年5月10日  | ★    | 8R      | 判定0-3 | 千葉開（横浜光）                 | 日本           |                                                    |
| 17           | 2021年12月14日 | ☆    | 8R      | 判定3-0 | 諏訪亮（SUN-RISE）               | 日本           | 現役復帰戦                                         |
| 18           | 2023年9月25日  | ☆    | 2R 2:12 | TKO     | プラディップ・チンダム           | タイ           |                                                    |
| 19           | 2024年3月15日  | △    | 8R      | 判定1-1 | 英洸貴（カシミ）                 | 日本           |                                                    |
| 20           | 2024年7月28日  | ☆    | 8R      | 判定3-0 | ペテ・アポリナル                 | フィリピン     |                                                    |
| 21           | 2024年12月21日 | ☆    | 8R      | 判定2-1 | ロッキー・オグデン               | オーストラリア |                                                    |
| 22           | 2025年5月24日  | ☆    | 8R      | 判定2-1 | 英洸貴（カシミ）                 | 日本           |                                                    |
| テンプレート |                |      |         |         |                                  |                |                                                    |

## 獲得タイトル
- C級トーナメントバンタム級部門優勝
- 第72代東日本バンタム級新人王
- 第62代全日本バンタム級新人王
- 初代日本バンタム級ユース王座（防衛0=返上）